# Várománycímer
A várománycímer üres mező a címerpajzson belül, melyet egy várható vagy igényelt ország, tartomány, birtok, örökség, hivatal jelképének hagynak szabadon. Ezáltal a címer később könnyen kiegészíthető és nem szükséges teljesen újrarajzolni, valamint látható formában kifejezi a címerviselő igényét is az adott birtokra. A címerben viselt, de ténylegesen nem birtokolt területek címerét igénycímernek nevezzük.
Névváltozatok: 

de: Wartenschild, Ledigenschild, sk: vyčkávací erb

Rövidítések

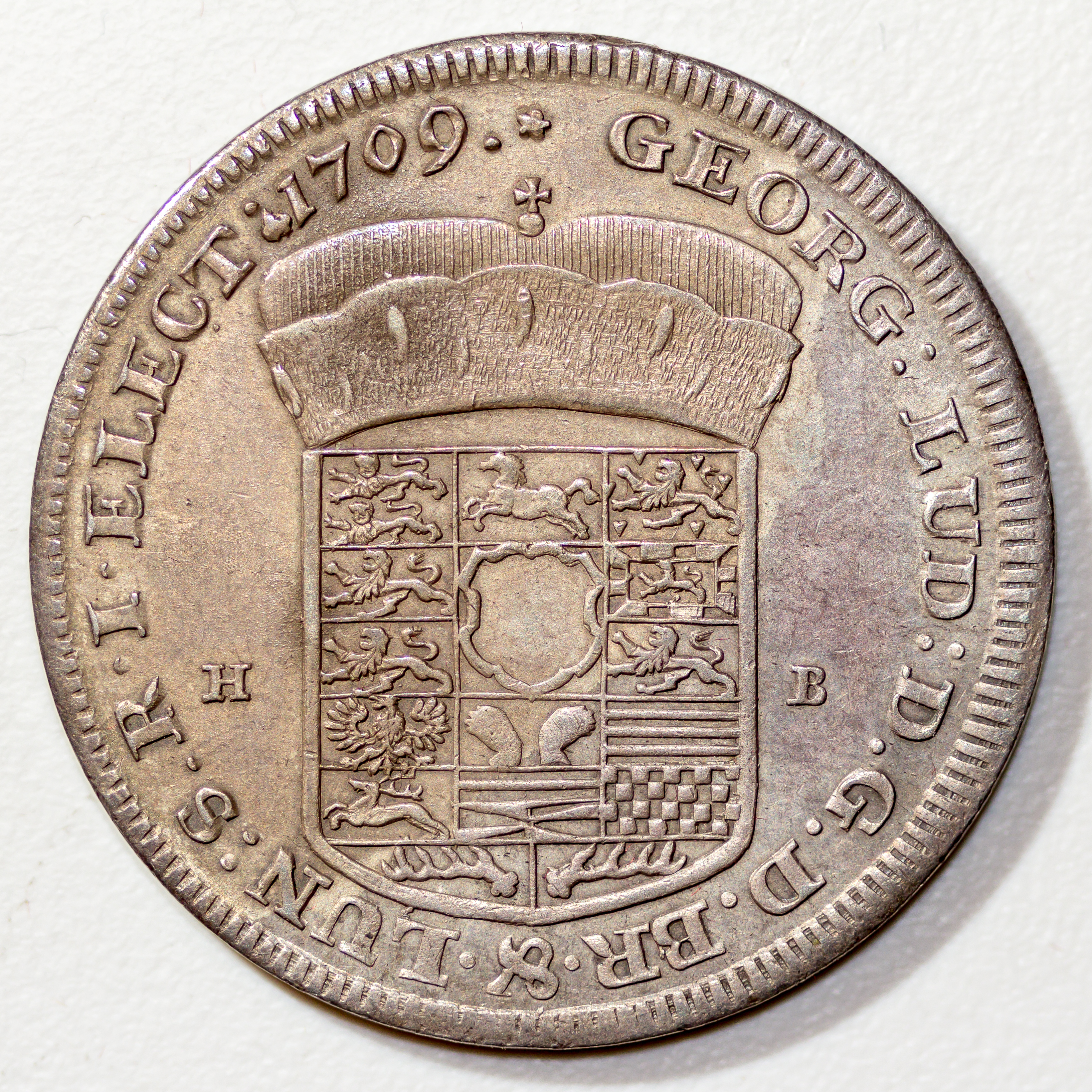
Várománycímer I. György brit király címerében

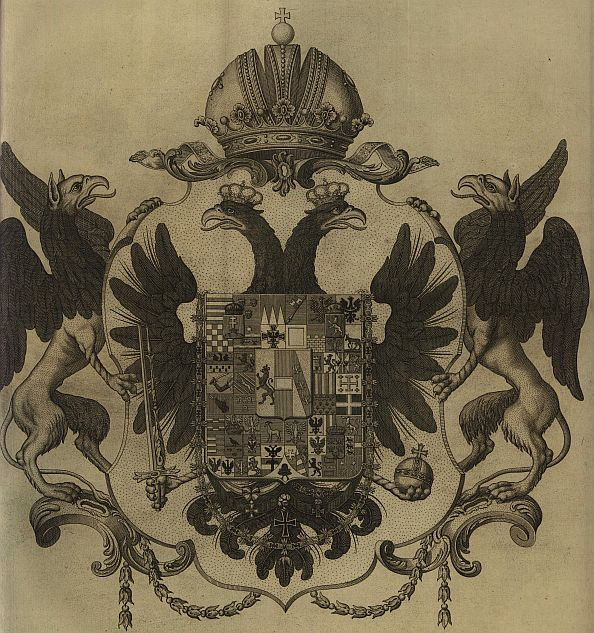
Várománycímer I. Ferenc császár 1806-os nagycímerében

Kizárólag csak az osztott címereknél fordul elő, mint azok egyik üres címermezője. A várománycímer általában üres fehér mező a pajzsban vagy az alap színével egyezik meg. Néha damaszkolva is lehet, de ez csak esztétikai díszítés, tehát heraldikailag lényegtelen. Nem valódi címer, mivel nem szerkesztik a heraldika szabályai szerint, nincs sem (valódi) színe, nem rendelkezik címerábrákkal, nem öröklődik és senkit sem jelképez.